# Pnącze

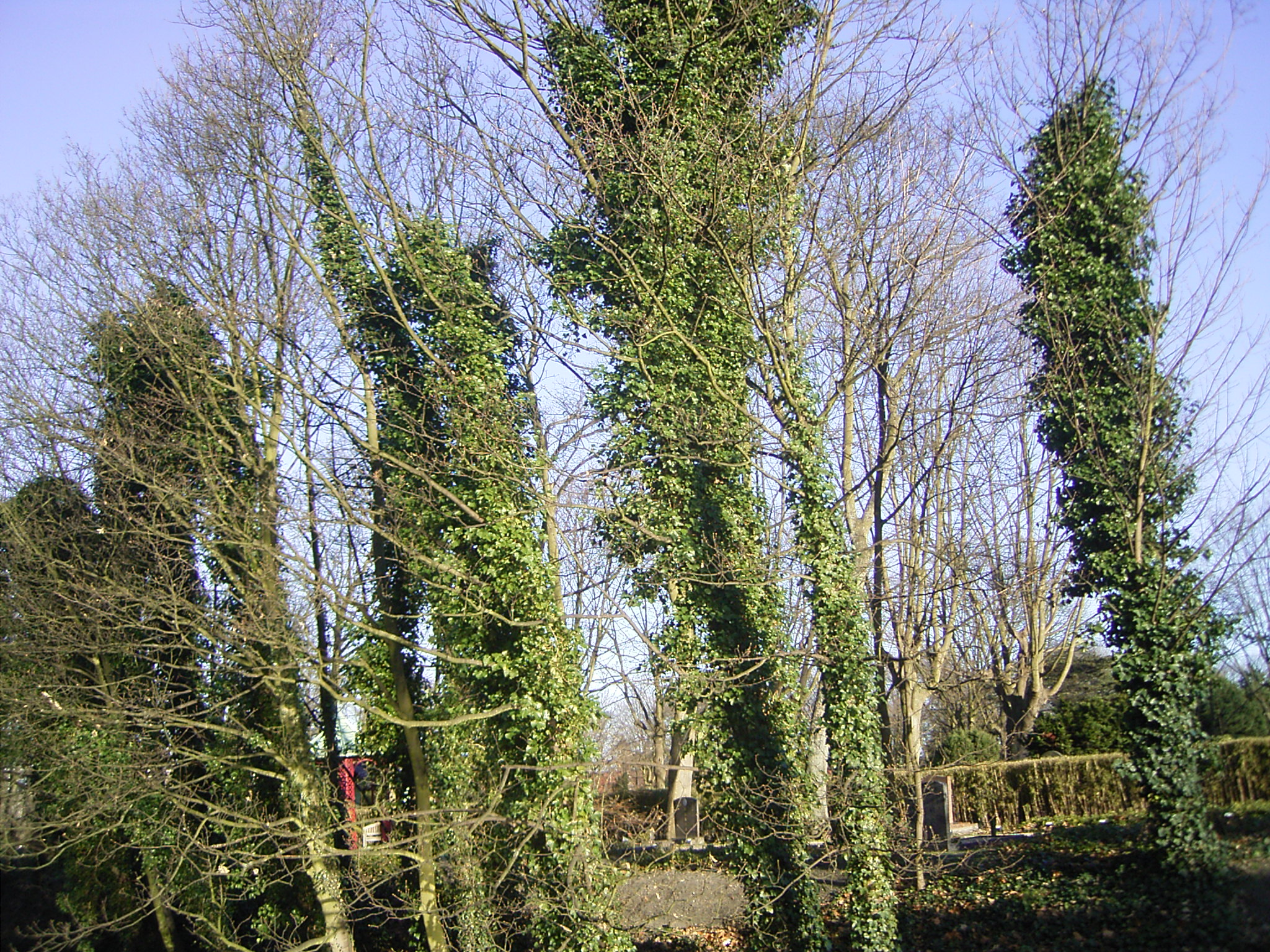
Pnącza bluszczu oplatające drzewa

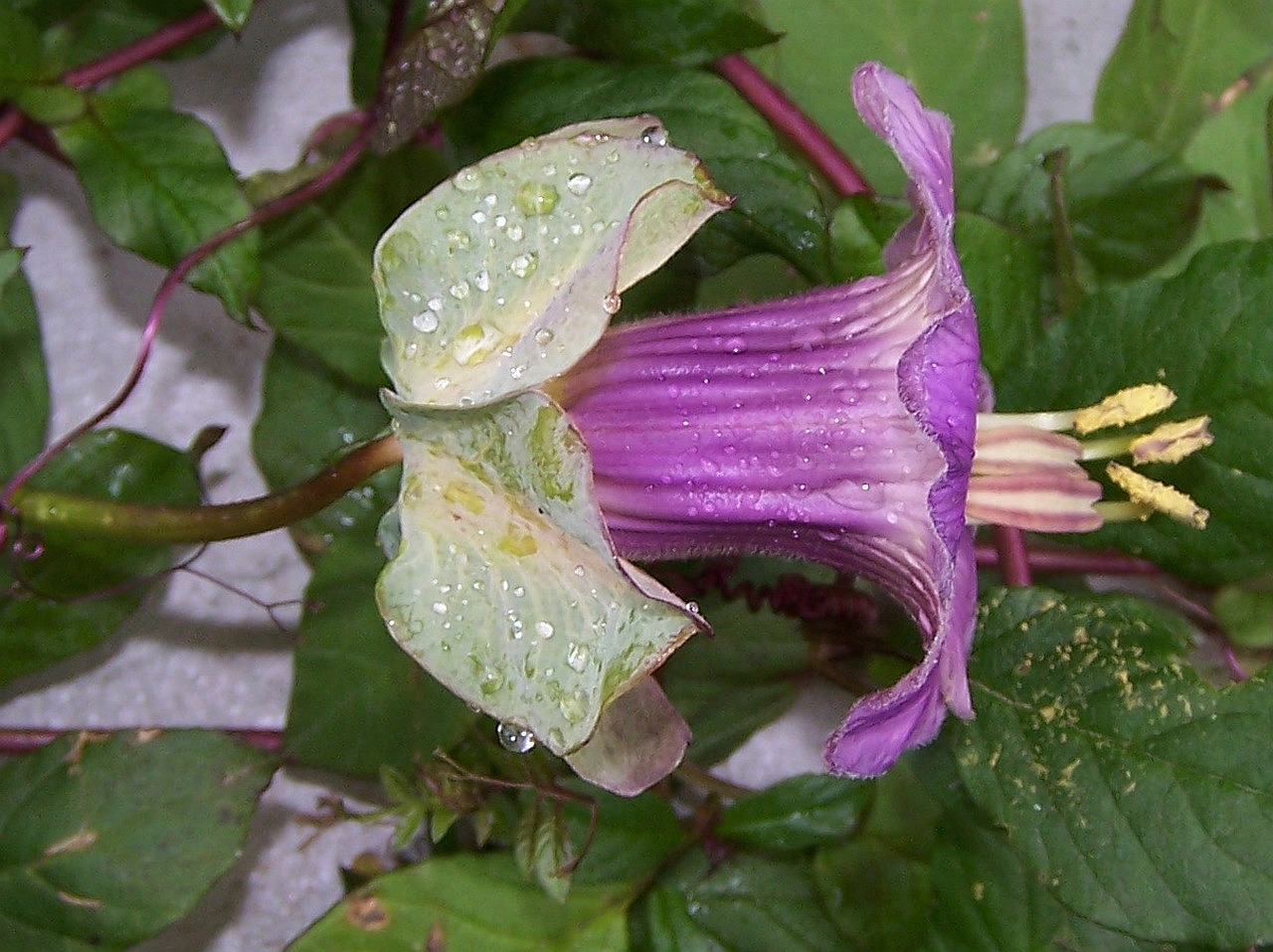
Kwiat kobei pnącej

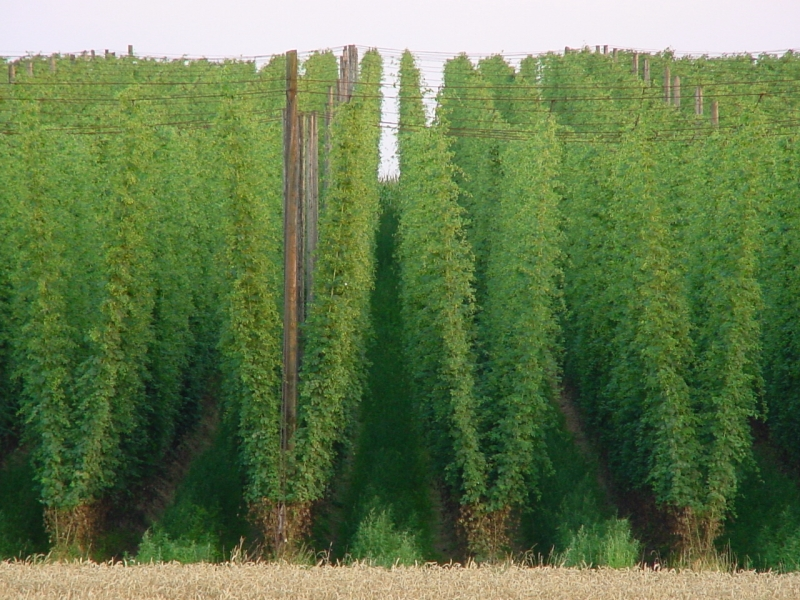
Uprawa chmielu

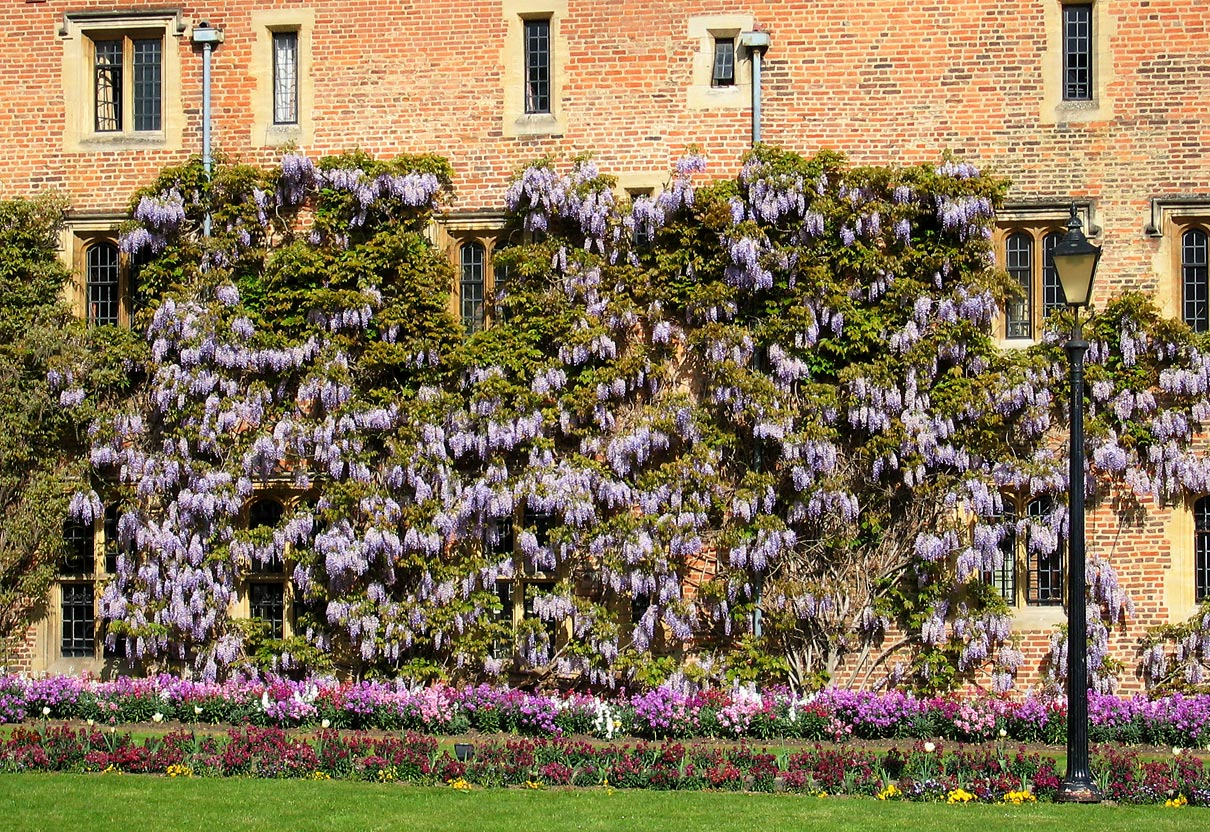
Glicynia chińska

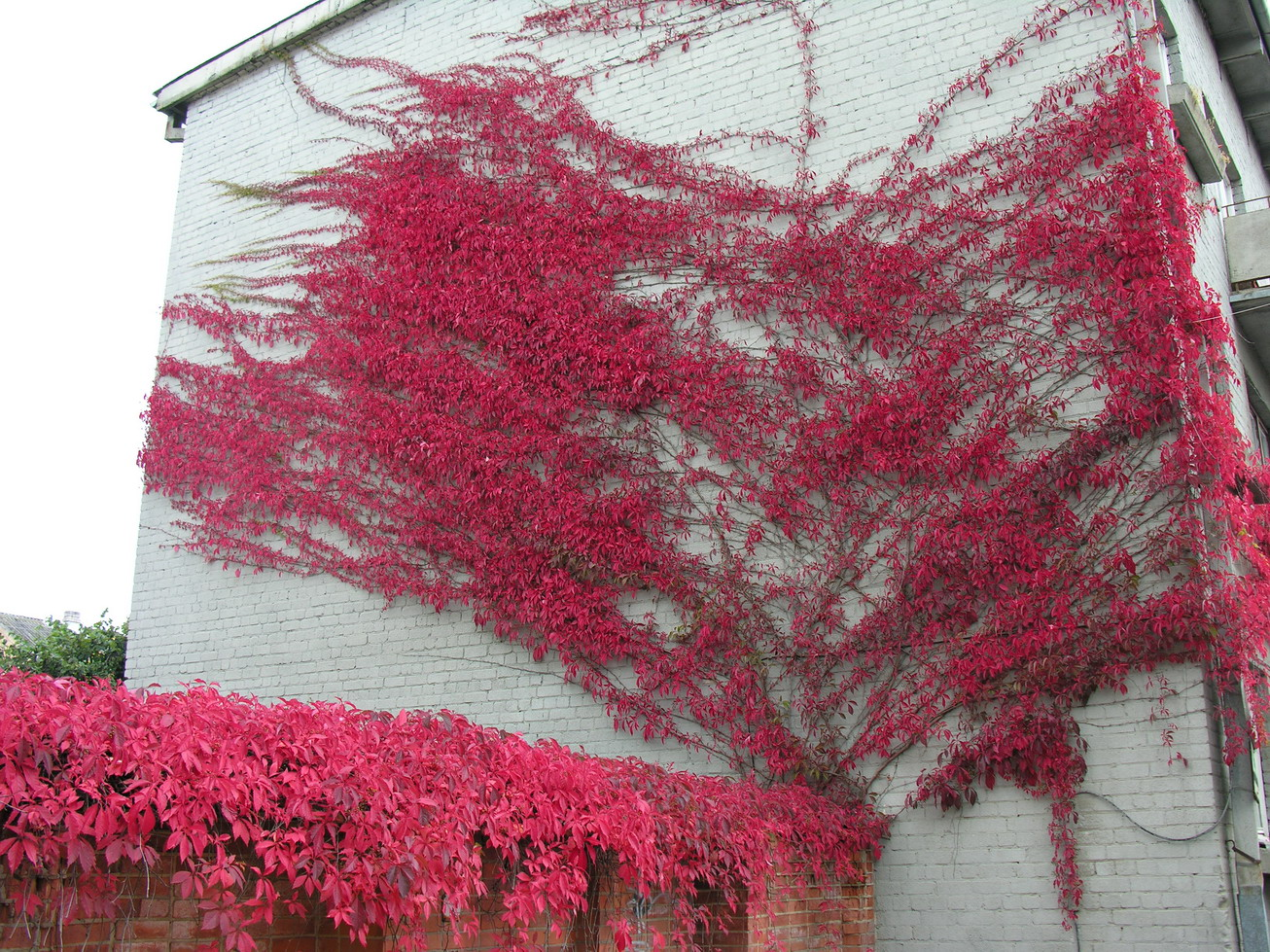
Winobluszcz pięciolistkowy jesienią

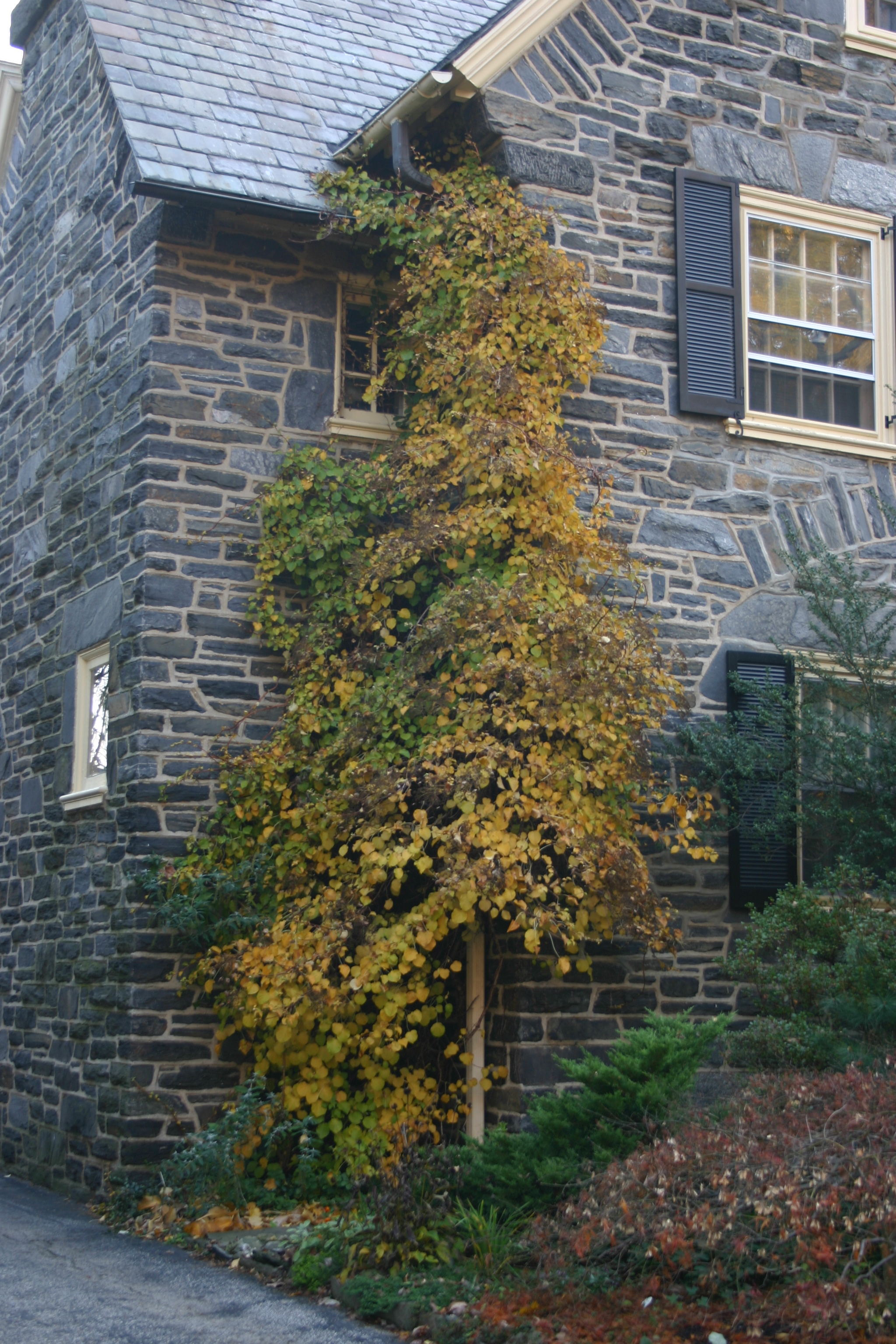
Hortensja pnąca

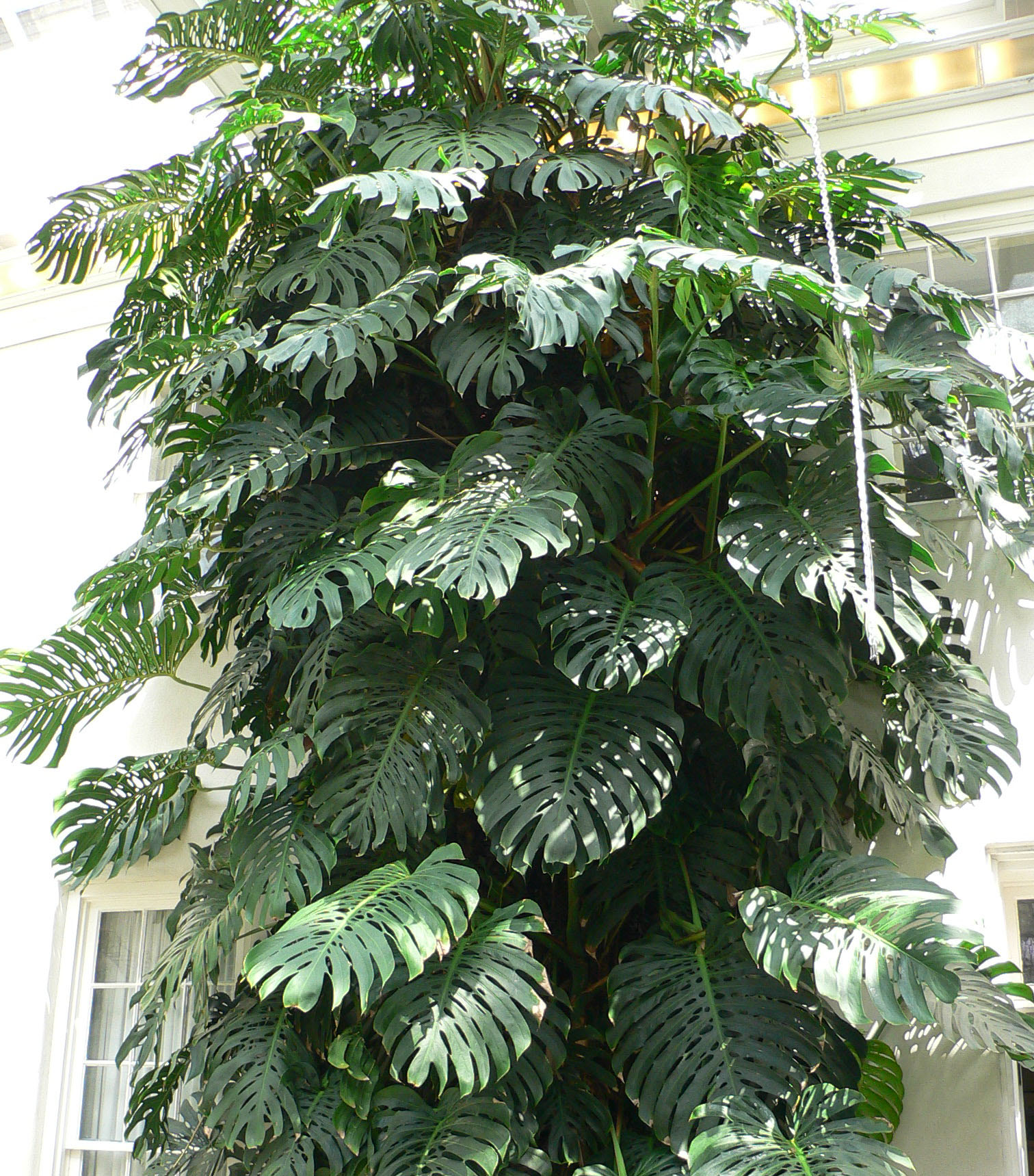
Monstera dziurawa

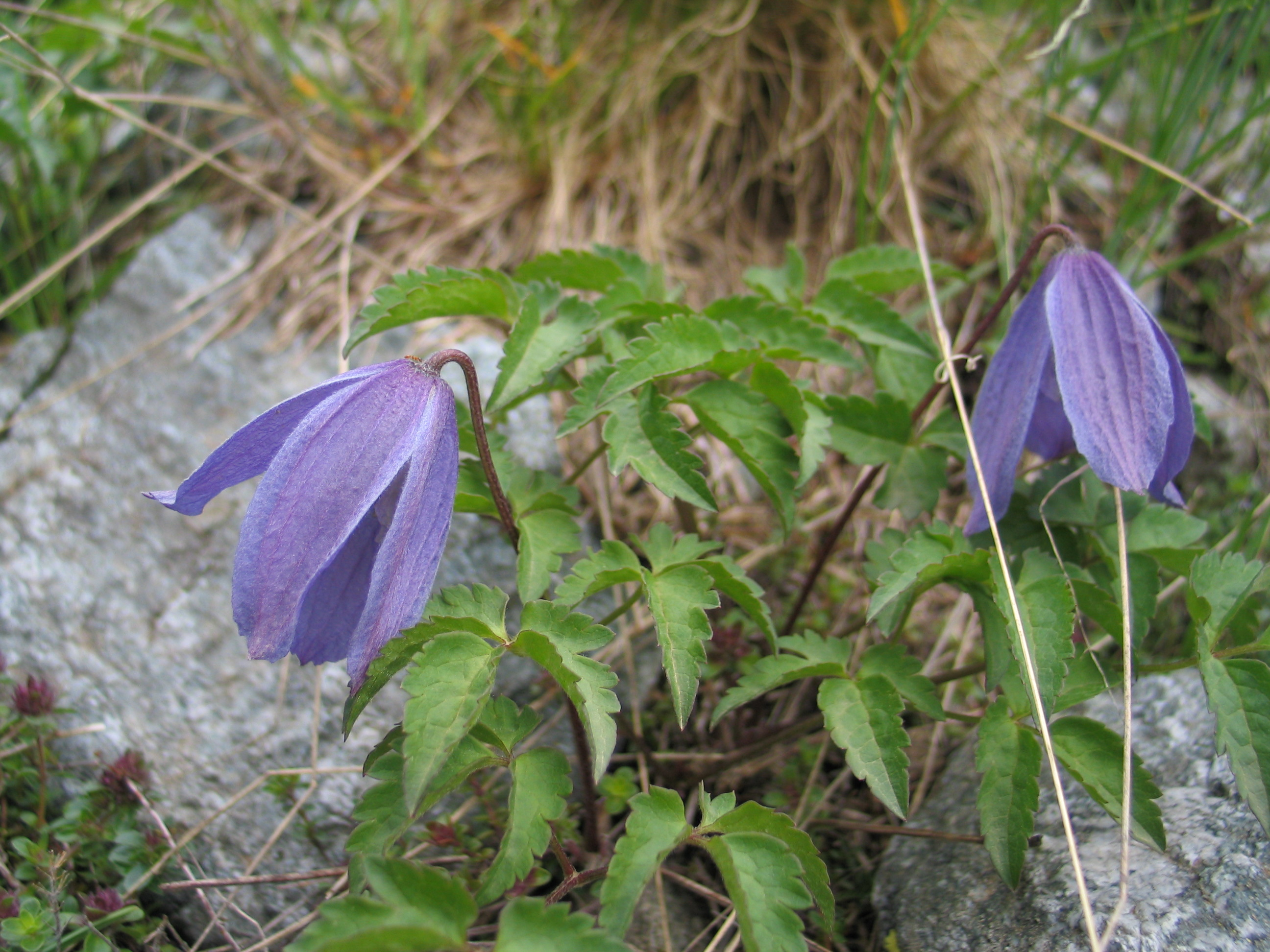
Powojnik alpejski

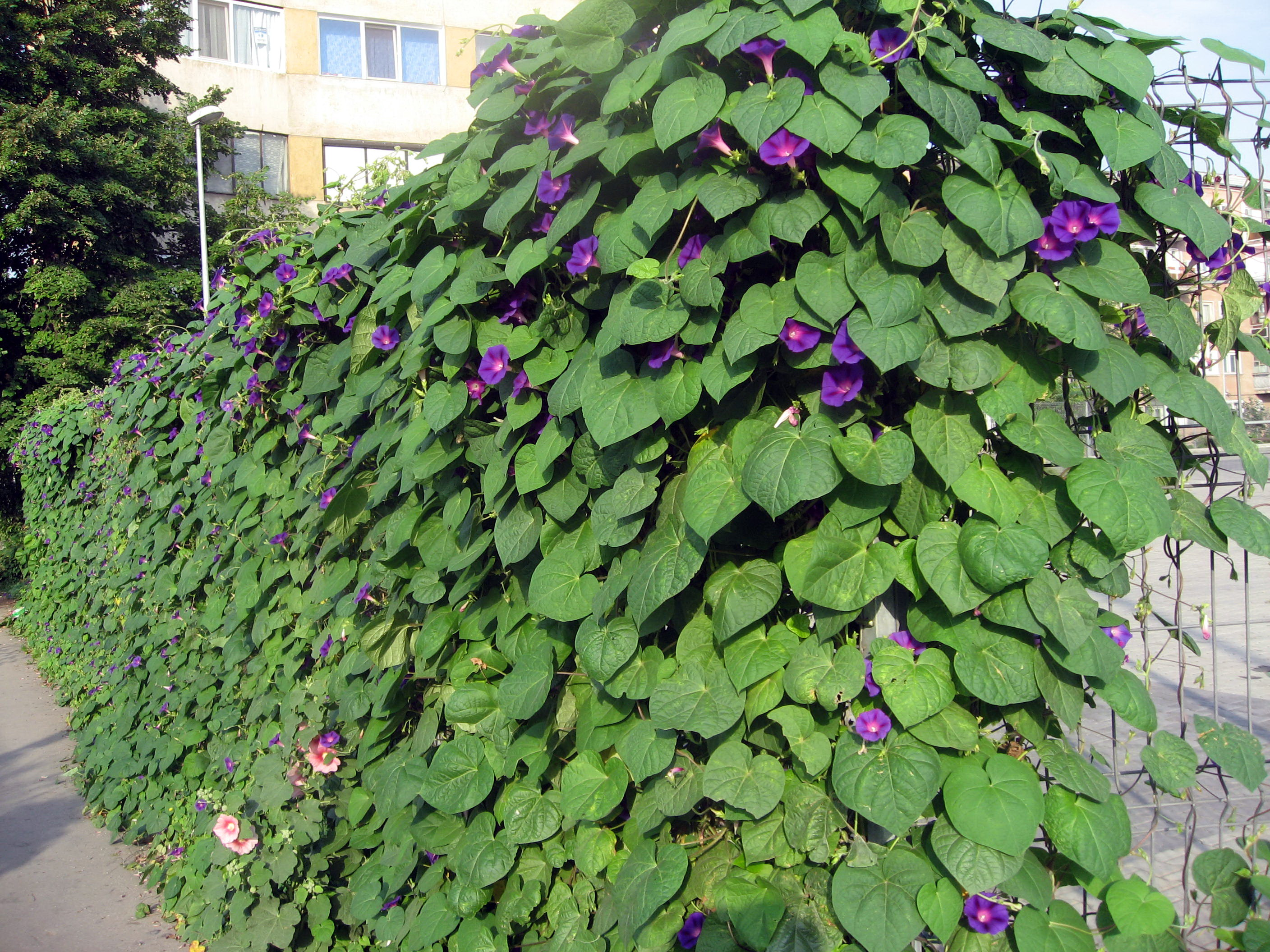
Wilec purpurowy

Pnącze, roślina pnąca – forma życiowa roślin o długiej, wiotkiej łodydze, wymagającej podpory, by mogła się wspinać do góry, do światła. W strefie umiarkowanej pnącza występują rzadko, w tropikalnych lasach są częste, w tym liczne o zdrewniałych łodygach – tzw. liany, które wykorzystując drzewa jako podpory oszczędzają konieczność wytwarzania silnych i grubych pni by wydostać się z ciemnego dna lasu tropikalnego ku słońcu. Pnącza dzięki oszczędzaniu na wzroście pędu na grubość bardzo szybko rosną na długość. Niektóre z nich potrafią się przyczepić nawet do gładkiego muru.

## Morfologia i anatomia
Pnącza wytwarzają różne formy pędów:
- wijące się – oplatające podporę łodygami o długich międzywęźlach, np. u fasoli i powoju. U roślin tych główna oś pędu podczas wzrostu wykonuje ruchy okrężne, dzięki czemu łodyga spiralnie owija się wokół podpory. U różnych gatunków mogą to być ruchy prawoskrętne lub lewoskrętne.
- czepne, przyczepiające się za pomocą:
  - zmodyfikowanych pędów bocznych (haki), np. u psianki słodkogórz.
  - wąsów czepnych, np. u grochu i winorośli.
  - kolców, np. u róży pnących i maliny.
  - cierni, np. u kolcowoju i bugenwilli.
  - czepnych korzeni przybyszowych, np. u bluszczu.
  - włosków czepnych, np. u przytulii czepnej i chmielu.
  - ssawek, jak np. u różnych pasożytniczych gatunków kanianki. Ssawki te służą zarówno do zamocowania się na roślinie żywicielskiej, jak i do czerpania z niej wody i substancji odżywczych.

Pnącza, szczególnie u lian, charakteryzują się bardzo szerokimi naczyniami i rurkami sitowymi, co pozwala im na szybkie przewodzenie wody z solami mineralnymi i substancji odżywczych na dużą nieraz wysokość.

## Pnącza spotykane w Polsce
Dziko rosnące (wybór)
- bluszcz pospolity
- chmiel zwyczajny
- kanianka
- kielisznik zaroślowy
- powojnik: alpejski, pnący
- powój polny
- przestęp dwupienny
- psianka słodkogórz
- wiciokrzew: pomorski, przewiercień,
- winobluszcz zaroślowy

Uprawiane w gruncie (wybór)
- akebia pięciolistkowa
- aktinidia: ostrolistna, pstrolistna
- cisus: australijski, pasiasty, rombolistny, różnobarwny
- cytryniec chiński
- dławisz okrągłolistny
- dynia ozdobna
- fasola wielokwiatowa
- glicynia: kwiecista, chińska
- groszek: alpejski, odgięty, pachnący, wielkokwiatowy, złocisty
- hortensja pnąca
- kobea pnąca
- kokornak wielkolistny
- milin amerykański
- powojnik: górski, Jackmana, tangucki, tangucki, wielopłatkowy, włoski, Ruprechta, siny, skrytoowocowy, Tellmanna
- pochrzyn chiński
- powój trójbarwny
- przywarka japońska
- rdestówka Auberta
- wilec purpurowy
- winnik: tojadowaty, zmienny
- winobluszcz: pięciolistkowy, trójklapowy
- winorośl: japońska, pachnąca, właściwa

Rośliny pokojowe (wybór)
- bowiea wijąca się
- dipladenia: Mandevilla sanderi, Mandevilla boliviensis
- epipremnum złociste
- fatsjobluszcz lizjański
- filodendrony pnące (grupa gatunków i mieszańców)
- hoja: piękna, różowa
- męczennica: błękitna, cielista
- monstera dziurawa
- rojcissus
- stefanotis bukietowy
- zroślicha: Syngonium podophyllum, Syngonium vellozianum
- Tetrastigma voinierianum